# Melocos
Melocos es una banda de pop rock española procedente de El Puerto de Santa María, Cádiz, formada por cinco jóvenes: Jaime Terrón (voz), Gonzalo Alcina (guitarra y coros), Andrés Ortiz (batería y coros) , Antonio Suárez Moreno (bajo) y Manu Jurado (guitarrista).

## Biografía

### Inicios
Los componentes de Melocos se conocieron en el colegio Guadalete de su ciudad y comenzaron su trayectoria profesional actuando en varios locales y en varias ferias de pueblos cercanos al suyo durante meses. De ahí empezaron a expandir sus conciertos por algunos locales de la noche madrileña (Chesterfield, sala La Sal...) y en el Colegio Mayor San Juan Evangelista, más conocido como 'El Johnny', en el cual estudiaba el batería Andrés Ortiz. 
Finalmente en 2006 graban una maqueta (gran parte de los temas escritos por Andrés Ortiz y Gonzalo Alcina) que les llevaría a firmar con la compañía discográfica Sony BMG/Pep´s Records. A partir de ese momento, comienzan un proceso de grabación en el estudio de Madrid bajo la dirección de Alejo Stivel. 

### Primeros trabajos discográficos
En 2007 lanzan su álbum debut homónimo Melocos. En 2009, estrenan el disco Somos que incluye la participación de Ha*Ash. En 2010, publican su tercer disco de estudio 45 R.P.M. con la participación de José María Granados, David Summers, Fernando López Rossi, Manuel España, entre otros.
El 6 de octubre de 2011, dan su primer concierto por Internet en directo, a través de la plataforma de conciertos on-live de eMe. Más de 3000 espectadores asisten al concierto por la red.

### Último disco de estudio y separación
En 2012 publican su cuarto y último disco de estudio Mientras el mundo explota que incluye una colaboración con Georgina.  El martes 12 de marzo de 2013, el grupo anuncia en su página web que el guitarrista Manu Jurado abandona el grupo.  
Finalmente, tras 7 años de actividad, en diciembre del mismo año el grupo anuncia su disolución, que se produjo el 22 de febrero de 2014, organizando un gran concierto en Madrid.

### Vuelta a los escenarios
En 2022 tras 8 años sin actividad la banda retoma su vuelta a los escenarios esta vez manteniéndose 3 miembros en vez de 5 respecto a su anterior etapa siendo la formación compuesta por Jaime Terrón, Andrés Ortiz y Gonzalo Alcina.

## Discografía
Álbumes de estudio
- 2007: Melocos
- 2009: Somos
- 2010: 45 R.P.M.
- 2012: Mientras el mundo explota

EP
- 2011: Imposible